# Lalonde Gordon
Lalonde Gordon (né le 25 novembre 1988 à Lowlands) est un athlète trinidadien, spécialiste du 400 mètres.

## Biographie
Il remporte la médaille de bronze du relais 4 × 400 mètres lors des Championnats du monde en salle 2012, à Istanbul, aux côtés de ses compatriotes Renny Quow, Jereem Richards et Jarrin Solomon. L'équipe de Trinité-et-Tobago, qui établit un nouveau record national en 3 min 06 s 85, s'incline face au Royaume-Uni et aux États-Unis.
Il s'adjuge deux médailles de bronze lors des Jeux olympiques d'été de 2012, à Londres. Troisième du 400 m derrière le Grenadin Kirani James et le Dominicain Luguelín Santos, en portant son record personnel sur le tour de piste à 44 s 62, Il remporte une nouvelle médaille de bronze  dans l'épreuve du relais 4 × 400 m, en compagnie de ses coéquipiers de Trinité-et-Tobago Jarrin Solomon, Ade Alleyne-Forte et Deon Lendore (2 min 59 s 40, record national).
En demi-finale des Championnats NACAC à San José, il court le 400 m en 44 s 64, temps qu'il n'améliore pas pour remporter la finale devant Nery Brenes.
Le 19 mars 2016, Gordon se classe 6e des championnats du monde en salle de Portland sur 400 m en 47 s 63, loin derrière le vainqueur Tchèque Pavel Maslák (45 s 44).

## Palmarès
| Date | Compétition                              | Lieu       | Résultat | Épreuve   | Temps         |
| ---- | ---------------------------------------- | ---------- | -------- | --------- | ------------- |
| 2010 | Jeux d'Amérique centrale et des Caraïbes | Mayagüez   | 3e       | 4 × 400 m | 3 min 04 s 07 |
| 2011 | Champ. d'Am. cent. et des Caraïbes       | Mayagüez   | 2e       | 4 × 400 m | 3 min 01 s 65 |
| 2012 | Championnats du monde en salle           | Istanbul   | 3e       | 4 × 400 m | 3 min 06 s 85 |
| 2012 | Jeux olympiques                          | Londres    | 3e       | 400 m     | 44 s 52       |
| 2012 | Jeux olympiques                          | Londres    | 3e       | 4 × 400 m | 2 min 59 s 40 |
| 2013 | Champ. d'Am. cent. et des Caraïbes       | Morelia    | 2e       | 200 m     | 20 s 28       |
| 2014 | Championnats du monde en salle           | Sopot      | 5e       | 400 m     | 46 s 39       |
| 2014 | Relais mondiaux de l'IAAF                | Nassau     | 3e       | 4 × 400 m | 2 min 58 s 34 |
| 2014 | Jeux du Commonwealth                     | Glasgow    | 3e       | 400 m     | 44 s 78       |
| 2014 | Jeux du Commonwealth                     | Glasgow    | 3e       | 4 × 400 m | 3 min 1 s 51  |
| 2015 | Relais mondiaux de l'IAAF                | Nassau     | 7e       | 4 × 400 m | 3 min 03 s 10 |
| 2015 | Championnats NACAC                       | San José   | 1er      | 400 m     | 44 s 89       |
| 2016 | Championnats du monde en salle           | Portland   | 6e       | 400 m     | 47 s 63       |
| 2016 | Championnats du monde en salle           | Portland   | 3e       | 4 × 400 m | 3 min 05 s 51 |
| 2017 | Relais mondiaux de l'IAAF                | Nassau     | 4e       | 4 x 400 m | 3 min 03 s 17 |
| 2017 | Championnats du monde                    | Londres    | 1er      | 4 x 400 m | 2 min 58 s 12 |
| 2018 | Championnats du monde en salle           | Birmingham | 4e       | 4 x 400 m | 3 min 02 s 52 |
| 2018 | Jeux du Commonwealth                     | Gold Coast | 4e       | 4 x 400 m | 3 min 02 s 85 |

## Records
| Épreuve    | Épreuve      | Performance | Lieu           | Date            |
| ---------- | ------------ | ----------- | -------------- | --------------- |
| 200 mètres | En plein air | 20 s 26     | Port-d'Espagne | 23 juin 2013    |
| 200 mètres | En salle     | 20 s 58     | Boston         | 28 janvier 2012 |
| 400 mètres | En plein air | 44 s 52     | Londres        | 6 août 2012     |
| 400 mètres | En salle     | 45 s 17     | Boston         | 8 février 2014  |